# Cardcaptor Sakura
Cardcaptor Sakura (カードキャプターさくら, Kādokyaputā Sakura; lit. Caça-cartas Sakura), abreviado como CCS, conhecido no Brasil como Sakura Card Captors e em Portugal como Sakura, a Caçadora de Cartas ou apenas Sakura, é uma série de mangá do gênero mahō shōjo criada pelo grupo CLAMP e publicada na revista Nakayoshi, com 12 volumes, de 1996 a 2000. Foi adaptado a uma série de anime pelo estúdio Madhouse, somando 70 episódios (divididos por três temporadas), dois filmes e quatro especiais (OVA).
No Brasil foi exibido no canal a cabo Cartoon Network em 2000, na TV Globo no programa "TV Globinho" em 2001 e no canal a cabo Boomerang em 2006. A série de mangá foi publicada pela JBC com 24 volumes no formato meio-tankobon a partir de 2001, sendo o primeiro mangá publicado no Brasil a ser vendido numa banca, que por sua vez deu impulsos a outros mangás. Em 2012, a JBC fez uma edição especial com páginas coloridas em 12 volumes assim como o original japonês. Em 7 de dezembro de 2020, voltou a ser exibido na TV aberta pelo extinto canal Loading. E em 24 de fevereiro de 2025, passa a ser transmitido pela TV Cultura, através do programa Antimatéria.
Em Portugal, o anime foi transmitido pela RTP 1, entre 15 de setembro de 2001 e 11 de fevereiro de 2003, na RTP2, RTP Açores e RTP Madeira, em 2002, no Canal Panda entre janeiro de 2004 e meados de 2006 e entre 1 de dezembro de 2009 e meados de 2010 no Panda Biggs.
Na América do Norte (menos México e Quebec no Canadá), na Austrália, Nova Zelândia, Reino Unido e Países Baixos, a série foi exibida sob o nome de Cardcaptors, e sofreu uma americanização feita pela empresa canadense Nelvana, que fez várias modificações no enredo, nomes dos personagens e trilha sonora. Nos outros países falantes de língua inglesa, a série foi exibida na íntegra, sem nenhum corte ou restrição.
Cardcaptor Sakura conta a história de Sakura Kinomoto, uma garota de dez anos que liberta acidentalmente um conjunto de cartas mágicas chamadas Cartas Clow. Seu trabalho então é reunir todas as cartas antes delas causarem transtornos à cidade onde ela vive.
Em 2016, a série de mangá comemorou 20 anos e para a surpresa de todos, o grupo CLAMP lançou uma continuação de Cardcaptor Sakura, chamado de "Clear Card Hen", lançando capítulos na revista Nakayoshi. A série ganhou anime em janeiro de 2018, com a primeira temporada adaptando os primeiros volumes do mangá.

## Enredo
Sakura Kinomoto é uma garota de 10 anos, estudante da fictícia cidade japonesa de Tomoeda, que por acidente abre um livro misterioso, chamado Livro Clow. Do livro saem 52 cartas mágicas levadas por uma tempestade de vento causada pela magia da carta Vento, que foi libertada quando Sakura leu o seu nome. Kerberos, o guardião das cartas (uma criatura muito parecida com um animal de pelúcia bem pequeno), surge do livro e conta a Sakura que as cartas foram espalhadas por toda Tomoeda e é seu dever capturá-las de novo, tornando-a uma cardcaptor (caça-cartas em português).
As cartas provocam fenômenos estranhos ao redor de Sakura, que emprega os poderes das cartas já capturadas em seu báculo mágico para dominá-las e juntá-las à sua coleção. Ela conta com a ajuda de sua amiga Tomoyo, e mais tarde de outros personagens como Syaoran Li, um cardcaptor rival que mais tarde se torna seu aliado, e Yue, outro guardião das cartas.
No decorrer da trama, além das histórias misteriosas que envolvem as cartas, também se fazem presentes cenas que mostram o crescente romance entre Sakura e Syaoran, intercalados com as cenas de ação.
Na segunda metade da história surgem novos personagens, como Eriol Hiiragizawa, e Sakura passa a transformar as cartas Clow em suas próprias cartas: as Cartas Sakura.
Na terceira parte da história as cartas Sakura misteriosamente ficam transparentes, sem nenhum sinal de vida, e de repente um novo evento acontece, onde cartas vindas do desconhecido, oferecem perigo para Sakura e para a população. Novos personagens novos aparecem, Syaoran volta da sua viagem e Sakura recebe um novo báculo.

## Cardcaptors
A empresa canadense Nelvana (que posteriormente trabalharia com as versões ocidentais de Medabots e Beyblade), adaptou toda a série, mudando sua cronologia, enredo, trilha sonora, e fez vários cortes e censuras no que é considerado para a cultura americana, "impróprio" ao público infantil. A série, resumida a 39 episódios, foi rebatizada de Cardcaptors, e seu foco principal seria no personagem Syaoran, visto que à empresa queria atingir o público masculino, mas ela foi exibida assim somente nos EUA, em junho de 2000 pela Kids' WB e em junho de 2001 no Cartoon Network; no Reino Unido em 2001 na CiTV; na Austrália e Nova Zelândia em 2004 no Cartoon Network e Channel 3; e nos Países Baixos em janeiro de 2004 na Yorkiddin (somente 57 episódios).

## Cartas
- Cartas Clow: As cartas Clow são objetos mágicos, mas de certa forma também seres vivos, com sentimentos e personalidades diferentes, criados por um poderoso feiticeiro conhecido como Mago Clow (ou Clow Reed), com uma mistura de magia ocidental e oriental. São capazes de realizar efeitos fantásticos em quantidade ilimitada, mas cada carta está relacionada a um único poder ou força. Elas também podem se manifestar em uma forma semi-humana (ou, em algumas cartas, de um animal ou objeto), que de certa forma reflete sua personalidade. Para conter o poder dessas cartas após a sua "morte", o Mago Clow confinou-as em um livro e apresentou às duas entidades que criou (Kerberos e Yue) a missão de protegê-las. Por muitos anos, as cartas teriam permanecido em descanso, até ser aberto por Sakura, com a consequente libertação das cartas. No total, há 20 cartas clow no mangá e 52 no anime, não incluindo a carta O Nada do 2° filme. Existem cartas que não se vê sendo capturadas no anime, como A Flecha (capturada no 1.º filme da série), A Através, As Bolhas, A Balança, A Onda.
- Cartas Sakura: São cartas clow transformadas pelo poder mágico de Sakura. A carta O Nada do segundo filme da franquia se torna a carta A Esperança quando é mesclada com a carta Sem-nome feita pela própria Sakura antes de ver o Syaoran pela última vez no aeroporto no episódio 70 do animê, totalizando 53 cartas Sakura. Atualmente essas cartas se tornaram transparentes e sem nenhum tipo de poder.
- Clear Cards: São cartas totalmente novas vindas do desconhecido, que aparencem apos o sumiço das cartas Sakura, na nova série de manga e anime Cardcaptor Sakura: Clear Card-hen, elas têm uma certa semelhança com as cartas anteriores, mas diferente das outras, elas não possuem dono e nem livro-guardião. Sakura as captura com o báculo dos sonhos, o novo báculo no qual Sakura recebe por um sonho.

## Báculos
- Báculo Selador: É o primeiro báculo da Sakura dado por Kero e também é a chave para abrir o Livro Clow, o livro-guardião que guarda as cartas clow.
- Báculo Estelar: É o segundo báculo, que a própria Sakura cria com a sua magia e é a chave do Livro Sakura.
- Báculo dos Sonhos: É o terceiro báculo que a Sakura recebe durante a nova fase. Ela recebe misteriosamente quando está dormindo, serve para capturar as cartas límpidas, cartas que vêm do desconhecido. Esse báculo também tem a forma de uma chave, mas não há um livro-guardião (ainda).

## Locais

### Tomoeda
Tomoeda é uma cidade fictícia que fica perto de Tóquio, onde a grande maioria da trama do animê ocorre.
- Loja Twin Bells: Lojas de produtos sortidos e também uma papelaria. Ela é gerida pela Senhorita Maki.
- Aquário da Cidade: Um imenso aquário com espaço para restaurante.
- Parque Pinguim: Um parque infantil onde tem um grande pinguim como escorregador.
- Escola Primária Tomoeda: É a escola onde Sakura estuda e onde muitos eventos da história ocorrem.

Alunos: Sakura Kinomoto, Tomoyo Daidouji, Chiharu Mihara, Rika Sasaki, Takashi Yamazaki, Naoko Yanagisawa, Shaoran Li, Meiling Li, Eriol Hiiragizawa;
Professores: Yoshiyuki Terada, Kaho Mizuki, Makiko Midori,Yukie Kimura, Shouko Tsujitani.

### Sociedade da Magia
Sociedade inglesa revelada por Eriol onde magos se socializam. É também onde o Yuna D. Kaito frequentava antes de furtar o objeto tabu da sociedade da magia.
- Integrantes ou ex-integrantes: Yuna D. Kaito, Eriol Hiiragizawa, Clow Reed.

## Personagens
- Sakura Kinomoto (木之本 さくら, Kinomoto Sakura) - Sakura é a personagem principal da série, uma bela jovem com dez anos no início da história e vive numa cidade com o nome de Tomoeda no Japão, com o seu pai e irmão. O seu objetivo é capturar todas as Cartas Clow que contêm grande poder. Tem uma queda por Yukito, melhor amigo de seu irmão, mas depois se apaixona por Li Syaoran.
- Kerberos (ケルベロス, Keruberosu) - O guardião do lacre das Cartas Clow, apelidado carinhosamente de Kero. Ele ajuda Sakura a capturar as cartas e a ensina sobre seu funcionamento. Gosta muito de doces e de jogar videogame. Ele geralmente se passa por um bichinho de pelúcia para despistar os amigos de Sakura de seu segredo (principalmente o seu desconfiado irmão, Toya) e vive tirando uma com a cara de Syaoran. No final da segunda temporada, após a carta Fogo (The Fire) e Terra (The Earth) serem recuperadas, ele volta à sua forma original, parecida com um leão alado. Seu poder provém do Sol, e suas cartas regentes principais são Fogo, Luz e Terra.
- Syaoran Li  (リ・シャオラン, Ri Shaoran; do chinês 李 小狼 Lǐ Xiǎoláng) - Um cardcaptor rival de Sakura, e descendente do criador das cartas, Clow Reed. Syaoran veio de Hong Kong em busca das Cartas Clow, mas deparou-se com Sakura, que já havia capturado algumas delas. Ele passa a estudar na mesma escola de Sakura e Tomoyo e a ajudá-las na captura das cartas. No decorrer da história, Syaoran se apaixona por Sakura pouco a pouco até acabar se declarando. Ele luta Kung Fu e muitas outras artes marciais chinesas, e se utiliza não só das Cartas Clow, como também da magia do Feng Shui, usando sua espada e amuletos. Na versão brasileira do anime, o nome dele ficou Shoran, um erro de dublagem da BKS.
- Tomoyo Daidouji (大道寺 知世, Daidōji Tomoyo) - e a melhor amiga de Sakura, que gosta muito de filma-lá e de vesti-la com roupas diferentes a cada aventura. Gosta de cantar e tem uma voz muito bonita. Seus sentimentos por Sakura são às vezes exagerados, tornando a série um ícone do gênero. Tomoyo mantém uma espécie de amor platônico por Sakura. Tomoyo, que é uma garota bem precoce, diz a Sakura que explicará o que sente quando esta estiver mais adulta.
- Touya Kinomoto (木之本 桃矢, Kinomoto Tōya) - O irmão mais velho de Sakura. Ele aparece constantemente irritando sua irmãzinha e fazendo bicos em diferentes trabalhos a cada episódio. No mangá, é sugerido que Toya tenha um sentimento de amor por seu amigo Yukito. Há indícios de que Toya teve algum relacionamento com a professora Mizuki. Toya também tem alguns poderes paranormais, e consegue ver fantasmas. É muito ciumento com Sakura, odiando Syaoran desde a primeira vez que o vê, talvez pressentindo algum sentimento ainda escondido; ele e Kero adoram chamá-lo de moleque.
- Yukito Tsukishiro (月城 雪兎, Tsukishiro Yukito) - Amigo de Toya. É por quem Sakura nutre uma paixão. Yukito está quase sempre comendo, apesar de ser magro. Estuda com Toya e é um grande jogador de basquete. Também possui um sentimento muito grande de amor por Toya. No final da série, revela-se que ele seria um alter-ego de Yue, um guardião cujo dever é testar os cardcaptors tão logo eles reúnam todas as Cartas para ver se eles estão aptos a serem donos delas em seu "Juízo Final". Yue tem como astro de poder a Lua, e suas cartas regentes principais são Trevas, Vento e Água.
- Meiling Li (リ・メイリン, Ri Meirin; do chinês 李 苺鈴 Lǐ Méilíng) - Personagem exclusiva do anime, é prima e noiva de Syaoran. Ela é uma ótima lutadora de artes marciais. Morre de ciúmes de Sakura porque teme perder o seu "namorado", mas isso é resolvido mais à frente. Apesar de muitos a odiarem ela se mostra muito bondosa e compreensiva com Sakura e principalmente Syaoran.
- Eriol Hiiragizawa (柊沢 エリオル, Hiiragizawa Erioru) - Uma reencarnação do Mago Clow, criador das Cartas Clow. Ele surge na segunda metade da história (a terceira temporada do anime e segunda do mangá) para ajudar Sakura a converter as Cartas Clow em Cartas Sakura - um reflexo do poder mágico dela - para que as Cartas não "morram".  Eriol ama Sakura, e quer que ela seja muito feliz. Syaoran sente ciúmes quanto o vê com Sakura.
- Spinel Sun (スピネル・サン, Supineru Sun) - É um dos guardiões de Eriol. Geralmente mantém a forma de um tipo de gatinho preto. Porém, sua verdadeira aparência é de uma espécie de pantera negra com asas de borboleta. Enquanto Kero adora videogames, o passatempo preferido de Spinel é ler livros.
- Ruby Moon (ルビー・ムーン, Rubī Mūn) - alter-ego de Nakuru Akizuki. É colega de escola de Toya. Na verdade é um garoto e só usa o uniforme feminino por ele ser, segundo ela, mais bonito que o masculino. Segundo suas palavras no episódio 50: "Eu não sou um ser humano. O sexo é o que menos importa" Ruby Moon deixa claro que para ele não faz qualquer diferença se assumisse uma identidade feminina, ou masculina.
- Fujitaka Kinomoto (木之本 藤隆, Kinomoto Fujitaka) - É o pai de Sakura e Toya. Casou-se bem cedo com Nadeshiko. Nessa época, ele era um professor novato e ela tinha apenas 16 anos. Depois de 11 anos de casamento sua amada esposa acabou adoecendo e morreu. Fujitaka é um homem simpático que, embora sempre esteja ocupado com suas aulas e palestras, vive preocupado com os filhos. Praticamente não tem defeitos. Ele também sabe cozinhar.
- Nadeshiko Kinomoto (木之本 撫子, Kinomoto Nadeshiko) - É a mãe de Sakura e Toya, que foi casada com Fujitaka. Nadeshiko aparece apenas em memória e espírito na série, pois ela morreu quando tinha 27 anos, e Sakura tinha apenas três.
- Sonomi Daidouji (大道寺 園美, Daidōji Sonomi) - É a mãe de Tomoyo Daidouji e prima de Nadeshiko. É a presidente de uma grande empresa da família Daidouji, e é muito severa com Fujitaka, por causa do que aconteceu com Nadeshiko. Sonomi adora Sakura (porque lembra muito Nadeshiko), assim como Tomoyo.
- Kaho Mizuki (観月 歌帆, Mizuki Kaho) - Sua primeira aparição no anime foi de uma professora substituta na escola primária Tomoeda, onde ela ensinava matemática na classe de Sakura. Depois, revelou-se que ela tinha poderes e foi escolhida por Clow para ajudar Sakura no Juízo Final com o Sino da Lua.
- Clow Reed (クロウ・リード, Kurō Rīdo) - O Mago Clow é o criador das cartas Clow, um conjunto de cartas com poderes mágicos. É também o criador de Yue e Kerberos, que têm o dever de proteger as Cartas.
- Yue (ユエ; do chinês 月 Yuè) - É um dos guardiões das Cartas Clow, junto a Kero. Quando Kero é o eleitor que escolhe um candidato que se transformará no próximo mestre Clow, Yue é o juiz que tem o dever de testar o candidato. Ele é frio e reservado, e muito mais sério e intimidador do que Kero. Depois de Sakura ter ganhado o Juízo Final, ele e Kerberos decidem continuar em suas formas antigas para ajudar Sakura até que ela esteja realmente pronta para seguir como dona das Cartas e dos Guardiões. Os poderes regentes de Yue (além do seu símbolo a Lua) são Trevas, Vento e Água.
- Yelan Li (リ・イェラン, Ri Yeran; do chinês 李 夜蘭 Lǐ Yèlán) - Yelan Li é a mãe de Syaoran, e só aparece no primeiro filme, quando Sakura e alguns de seus amigos viajam para Hong Kong. Syaoran é o filho caçula, e o único homem. Antes dele, Yelan teve quatro filhas: Fuutie, Shiefa, Fanren e Feimei. As filhas de Yelan aparecem no episódio 43, quando eram menores (num flashback de Meiling), e voltam no filme, já que adultas.
- Madōshi - Madōshi é uma feiticeira muito poderosa. Ela só aparece no primeiro filme. Depois que Sakura captura a carta Flecha, tem sonhos com essa mulher. Sakura vai a Hong Kong para passar suas férias, mas Madōshi está a procura de Sakura querendo saber onde esta o Mago Clow. No final, Sakura fala para a feiticeira que Clow não está mais entre eles.
- Chiharu Mihara (三原 千春, Mihara Chiharu) - Chiharu é uma das colegas de classe de Sakura. Ela, assim como Rika Sasaki e Naoko Yanagisawa, aparece frequentemente ao lado de Sakura na escola e nos eventos.
- Rika Sasaki (佐々木 利佳, Sasaki Rika) - Rika é muito elegante e madura para sua idade, e também uma habilidosa cozinheira, capaz de fazer bolos e biscoitos com facilidade. No mangá, Rika tem um caso com seu professor, Yoshiyuki Terada, e esconde esse relacionamento das amigas. Já no anime Rika é apaixonada por ele, mas o contrário não acontece.
- Naoko Yanagisawa (柳沢 奈緒子, Yanagisawa Naoko) - Colega de classe de Sakura, Naoko adora ler vários tipos de histórias, especialmente de fantasia e histórias sobre fantasmas.
- Takashi Yamazaki (山崎 貴史, Yamazaki Takashi) - É um dos colegas de classe de Sakura na escola. É o único aluno homem na série antes da chegada de Syaoran e Eriol. Yamazaki é tranquilo e se importa muito com Sakura e seus amigos, e tem uma fantástica habilidade de enganar as pessoas inventando histórias fantasiosas. Ele e Chiharu estão juntos desde quando eram pequenos.
- Maki Matsumoto (松本 真樹, Matsumoto Maki) - Maki é a proprietária de uma loja de presentes nova em Tomoeda, onde Sakura e seus amigos fazem compras frequentemente, e também onde algumas cartas Clow aparecem. A loja é construída em um pequeno apartamento em um prédio, onde Maki mora no segundo andar.
- Yoshiyuki Terada (寺田 良幸, Terada Yoshiyuki) - Terada é professor da escola primária Tomoeda. Em toda a quarta série, e parte da quinta série, é professor de Sakura e Syaoran. Terada parece ensinar vários assuntos, incluindo educação física, como é visto em um episódio da série. No mangá, ele e Rika namoram, mas no anime  só Rika ama Terada.
- Yuna D. Kaito (ユナ・D・海渡, Yuna Dī Kaito) - É o cuidador de Akiho Shinomoto, além de ser um mago poderoso, é misterioso e quer tomar a força todas as cartas límpidas.
- Akiho Shinomoto (詩之本 秋穂, Shinomoto Akiho) - Akiho é a aluna nova transferida para o mesmo colégio de Sakura, é doce e tem semelhanças notáveis com a Sakura, é cuidada pelo Yuna, mora na mesma casa que pertencia a Eriol.
- Momo (モモ, Momo) - Criatura parecida com um coelho de pelúcia, tem o mesmo aspecto do Kero e do Spinel. Somente revela sua forma animada para o Yuna.

## Filmes

### Cardcaptor Sakura: O Filme
Sakura ganha uma viagem para Hong Kong, para quatro pessoas. Ela viaja com Toya, Yukito, Tomoyo e Kero (escondido) e encontra Meiling e Shaoran durante a viagem. Então, Sakura começa a ter estranhos sonhos, com uma voz a chamando.
''Gekijōban Cardcaptor Sakura'' foi lançado em 21 de agosto de 1999 no Japão e não foi lançado no Brasil. O filme se passa entre a primeira e a segunda temporada do anime (entre os episódios 35 e 36) e não influi na história do anime, ao contrário do segundo filme. Mais tarde, em agosto e dezembro de 2008, o filme foi emitido pelo Canal Panda em castelhano, legendado em português.

### Cardcaptor Sakura 2: A Carta Selada
Syaoran volta para o Japão, junto com Meiling. Sakura decide contar a Syaoran o que sente por ele. Objetos começam a desaparecer, assim como Cartas Sakura. Sakura descobre que a única forma de capturar a tal carta é abdicando de seu amor por Syaoran.
''Gekijōban Cardcaptor Sakura - Fūin Sareta Card'' foi lançado em 15 de julho de 2000 no Japão. No Brasil, ele foi vendido na edição 1 da revista Heróis da TV Especial e exibido no Cartoon Network e Rede Globo. No Brasil, ele recebeu o nome de Sakura Card Captors - A Carta Selada.
 Vendeu em VHS e em DVD.
O filme se passa após a terceira temporada, sendo, portanto, o último episódio da série.